# José de Oliveira Ascensão

## Influência no Brasil
José de Oliveira Ascensão GOSE (Luanda, 13 de novembro de 1932 – Lisboa, 6 de março de 2022) foi um professor e jurisconsulto português.

## Carreira
Licenciou-se em Direito, em 1955, e doutorou-se em Ciências Histórico-Jurídicas, em 1962, na Faculdade de Direito da Universidade de Lisboa. Professor catedrático desta Faculdade, foi membro da Comissão de Divulgação do Código Civil Português (1966-1967). Na sequência do seu saneamento da função pública portuguesa, após o 25 de abril de 1974, exilou-se no Brasil, onde foi professor titular da Faculdade de Direito da Universidade de Pernambuco. Quando regressou à Faculdade de Direito da Universidade de Lisboa exerceu funções como presidente do Conselho Científico e do Instituto dos Valores Mobiliários. Com obra publicada em vários domínios do Direito Privado, nomeadamente do Direito Civil, com especial incidência nas disciplinas do Direito das Sucessões e dos Direitos Reais — além de um manual de referência de introdução ao estudo do Direito: O Direito - Introdução e Teoria Geral, editado pela primeira vez em 1978 — Oliveira Ascensão é um reconhecido especialista em Direitos de Autor e Direito da Propriedade Intelectual, tendo exercido os cargos de presidente da Gestautor - Associação de Gestão Colectiva de Direito de Autor e da Associação Portuguesa de Direito Intelectual. Também no âmbito dessas matérias foi representante permanente de Portugal no Comité Permanente da União de Berna, observador junto do Comité Intergovernamental do Direito de Autor, e delegado de Portugal em várias conferências diplomáticas, como a Conferência de Estocolmo da Propriedade Intelectual, para a instituição da Organização Mundial da Propriedade Intelectual (1967), a Conferência de Washington, para aprovação do Tratado de Cooperação em Matéria de Patentes (1970), a Conferência de Paris, para revisão da Convenção da União de Berna e da Convenção Universal sobre Direito de Autor (1971), entre outras. Representou a RTP na Comissão Jurídica da União Europeia de Radiodifusão (1979-1982) e foi consultor do Banco Mundial no Programa Reforço de Formação Jurídica, em Moçambique (1991-1992). Colaborou ainda vários projectos legislativos nos domínios do Direito de Autor, do Direito da Propriedade Industrial e do e-Commerce.
A 24 de Maio de 2005 foi feito Grande-Oficial da Ordem Militar de Sant'Iago da Espada.

## Influência no Brasil
José de Oliveira Ascensão destacou-se internacionalmente não apenas por seus numerosos artigos com perspectivas únicas sobre questões complexas de Direito Intelectual, mas também por sua atuação como docente em diversos países. Na década de 1970, residiu em Recife, Brasil, onde lecionou na Universidade Federal de Pernambuco (UFPE). Durante sua permanência, deixou profundas lições e serviu como um exemplo de vida dedicada ao Direito.
Nas décadas seguintes, Ascensão colaborou com outras renomadas instituições brasileiras, como a Universidade Federal de Santa Catarina (UFSC) e a Universidade Federal do Paraná (UFPR), onde frequentemente ministrou cursos e seminários. Durante muitos anos, participou de forma ativa dos Congressos de Direito de Autor e Interesse Público (CODAIP), organizado pelo Grupo de Estudos de Direito Autoral e Industrial (GEDAI) e coordenado pelo Prof. Dr. Marcos Wachowicz. Com um acervo de mais de 350 obras publicadas em diversos idiomas, nos últimos anos de sua carreira, dedicou-se ao estudo de temas como direito autoral, propriedade intelectual e concorrência desleal. Sua influência no Brasil permanece marcante na formação de inúmeros juristas.
Em razão de sua grande influência no desenvolvimento do Direito Autoral brasileiro, anualmente é realizado o Concurso Prof. Dr. José de Oliveira Ascensão junto ao Congresso de Direito de Autor e Interesse Público (CODAIP), com o objetivo de incentivar a produção acadêmica e destacar estudos eminentes no campo dos Direitos Intelectuais. Este evento promove a pesquisa contínua e o avanço científico na área do Direito Intelectual, oferecendo uma plataforma para que pesquisadores apresentem suas monografias, dissertações e teses.

## Obras
- As Relações Jurídicas Reais, 1962
- A Tipicidade dos Direitos Reais, 1968
- Atribuição Originária do Direito de Autor à Entidade Que Publica Uma Obra, 1970
- Direitos Reais, 1971
- O Direito: Introdução e Teoria Geral, 1978
- Direito Autoral, 1980
- Direito Civil: Sucessões, 1981
- Teoria Geral do Direito Civil, 1985
- Expropriação e Nacionalizações, 1989
- Direito de Autor e Direitos Conexos: Direito Civil, 1992
- Colectânea de Casos Práticos de Direitos de Autor, 1993
- Direito Penal de Autor, 1993